# Guvernementet Tver
Guvernementet Tver var ett guvernement i mellersta Ryssland (det s. k. Moskvalandet), på ömse sidor om översta
Volga, begränsat av Pskov och Novgorod i väster och norr,
Jaroslavl och Vladimir i öster, Moskva och Smolensk
i söder.
Guvernementet hade en yta på 64 683 km2 och 2 402 900 invånare (1915), nästan uteslutande ryssar
(92,9 procent); 6,8 procent av befolkningen utgjordes av finnar. Med avseende på religionen tillhörde
(1915) 97,58 procent grekisk-katolska kyrkan, 0,86
procent romersk-katolska, 0,46 procent var protestanter,
0,89 procent judar och 0,2 procent muslimer. Av befolkningen ägnade sig (1915) 81 procent åt lantbruk,
boskapsskötsel samt jakt och fiske samt 7,7 procent åt industrin. Beläget söder och öster om Valdaiplatån,
tillhör Tver Volgas och Dünas källområden. Omkring 600 km. av Volgas lopp föll inom guvernementet,
och inom detta mottager floden många tillflöden,
såsom från vänster Selizjarovka (där skeppsfarten börjar) och Tvertsa, från höger Vasusa, Sjusja
och Dubna.
Nordvästra Tver var ett 200-300 m. högt platåland, täckt av morän avlagringar från istiden och av dem uppdämda kärrtrakter och sjöar, bland vilka Seligersjön, en av Volgas källor. Mot sydöst och öster sänker sig landet till
100-150 m. höjd.
Då jorden var tämligen mager och boskapsskötseln här lönade sig bättre än sädesodling,
måste en väsentlig del av befolkningens brödsädsbehov hämtades söderifrån. Råg, havre och lin var de viktigaste kulturväxterna. Av landarealen var omkring 1/4
åker, 1/3 skogsmark, det övriga äng, beten och improduktiv jord. Från den nordligare delens barrskogar försiggår en betydande timmerflottning på floderna. Hemindustri idkades (träarbeten och smidesvaror). Som storindustri drevs tillverkning av textilvaror, läder, tändstickor och papper, och på grund av industrins betydelse som näringsgren inom guvernementet brukade detta räknas till Moskvas
"manufakturområde". 
- Wikimedia Commons har media som rör Guvernementet Tver.

## Källa
Den här artikeln är helt eller delvis baserad på material från Nordisk familjebok, Tver, 1904–1926.